# Phigalia mephistaria
Phigalia mephistaria là một loài bướm đêm trong họ Geometridae.